# Croydon Shire
Croydon Shire är en kommun i Australien. Den ligger i delstaten Queensland, omkring 1 500 kilometer nordväst om delstatshuvudstaden Brisbane. Antalet invånare var 294 vid folkräkningen 2016.